# Georg Waldemar Strobel
Georg Waldemar Strobel  (* 23. Januar 1923 in Lwiw; † 6. März 2010) war ein deutscher Politikwissenschaftler.

## Leben
Nach der Promotion zum Dr. phil. am 18. April 1955 in Kiel war er von 1955 bis 1961 wissenschaftlicher Mitarbeiter am Institut für Weltwirtschaft und von 1961 bis 1975 wissenschaftlicher Referent am Bundesinstitut für ostwissenschaftliche und internationale Studien. Nach der Habilitation an der Universität Mainz 1970 war er Professor für Geschichte und Politikwissenschaft an der TH Darmstadt (1975–1989).

## Schriften (Auswahl)
- Quellen zur Geschichte des Kommunismus in Polen 1878 - 1918 (= Dokumente zum Studium des Kommunismus, Bd. 5). Verlag Wissenschaft u. Politik, Köln 1968.

- Die Partei Rosa Luxemburgs, Lenin und die SPD. Der polnische europäische Internationalismus in der russischen Sozialdemokratie. Wiesbaden 1974, ISBN 3-515-01847-6.
- Die Arbeitereinigkeit. Ein Beitrag zu den Quellen des polnischen Kommunismus. Köln 1975, OCLC 645300696.
- NSZZ „Solidarność“. Beiträge zur politischen Wirkungsanalyse einer sozialen Sammlungsbewegung. Köln 1983, OCLC 1070127285.
- Chauvinismus und Verstrickung. Die Haltung der Katholischen Kirche Polens gegenüber Deutschen und Deutschland, insbesondere nach 1945. Erw. Fassung des Vortrages „Der polnische Klerus und die Vertreibung nach Ende des II. Weltkriegs“, der am 5. November 1998 in München gehalten wurde. München 1999, ISBN 3-927977-15-2.